# Денешть (Келераш)
Денешть, Денешті (рум. Dănești) — село у повіті Келераш в Румунії. Входить до складу комуни Фресінет.
Село розташоване на відстані 59 км на схід від Бухареста, 42 км на захід від Келераші, 144 км на захід від Констанци.

## Населення
За даними перепису населення 2002 року у селі проживали 435 осіб, з них 433 особи (99,5%) румунів. Усі жителі села рідною мовою назвали румунську.